# Martin Bussart
Martin Bussart, auch Bossart, Bußhart, Bussert oder Meister Morten Stenhugger (* vermutlich vor 1500; † 1553 in Kopenhagen) war ein königlich dänischer Baumeister und Bildhauer.

## Leben und Wirken
Bussart arbeitete als einer von mehreren Baumeistern, die, insbesondere in den ersten Jahrzehnten des 16. Jahrhunderts, für das dänische Königshaus den Bau monumentale Gebäude begleiteten. Es handelte sich dabei größtenteils um Personen aus den Niederlanden und Deutschland. Dänische Baumeister in königlichen Dienst sind in dieser Zeit selten zu finden.
Gemäß dem dänischen Historiker Vilhelm Lorenzen bestand eine Beziehung Bussarts zum Kanonikus Nikolaus Bussard am Hamburger Dom, der vereinzelt als „Bustorp“ bezeichnet wurde. Dieser gab in der Rostocker Matrikel Neumünster als Herkunftsort an. Sein Name könnte auch mit Bustrup oder dem Gut Büsdorf in Schwansen zusammenhängen. Historiker mutmaßten, dass Husum der Geburtsort gewesen sein könnte, was jedoch aufgrund fehlender Taufregister, die erst ab 1605 existierten, nicht belegt werden kann. Aufgrund seines Namens ist zu vermuten, dass Bussart aus Niederdeutschland stammte.
Vor 1523 heiratete Bussart Bodil Mikkelsen, deren Vater Hans Mikkelsen ein Bürgermeister von Malmö war und deren Mutter Elsebet hieß. Die erste nachgewiesene Erwähnung des Baumeisters datiert auf den 23. Dezember 1523, an dem er Friedrich I. bat, dass er das von seiner Frau geerbte Haus in Kopenhagen behalten dürfe. Das Gesuch stand im Zusammenhang mit der Übernahme der dänischen Hauptstadt durch den neuen König, der diese von dem flüchtigen Christian II. übernommen hatte. Bussard erhielt das Haus trotz seines Schwiegervaters Hans Mikkelsen, der treu zu Christian II. gestanden hatte. Während der Grafenfehde vermittelte er zwischen den streitenden Parteien und gewann dadurch das Vertrauen Christian III.
Bussard besaß auffallend viele Häuser. Neben dem Gebäude in Kopenhagen bekam er von Friedrich I. 1529 ein Lehen auf das Kloster Slangerup, das im Besitz des Königs und der dänischen Krone war. Dies kann als hohe königliche Auszeichnung angesehen werden und stand wahrscheinlich in Zusammenhang mit Arbeiten für Friedrich I. während dessen Zeit in Gottorf. Ebenfalls 1529 erwarb Bussart in Husum das Herrenhaus am Markt, das er mit Zustimmung Christian III. am 21. Juni 1543 an Olde Detlef Ebsen veräußerte. 1537 kaufte Bussart aus königlichem Besitz ein Haus in Malmö. Im Jahr 1547 gehörte ihm auch ein Haus in Kopenhagen.
Bussart trug erstmals 1529 explizit den Titel des „Baumeisters seiner königlichen Majestät“. Wie aus der Bezeichnung „Morten Stenhugger“ ersichtlich ist, arbeitete er auch als Steinmetz und Bildhauer. Ein letzter Beleg, der sein Leben dokumentiert, datiert auf den 23. Februar 1551. Er starb vermutlich während der ersten Hälfte des Jahres 1553.

## Bauwerke
Bussart baute in königlichem Auftrag an deren Schlössern. Dazu zählten das Malmöhus, Schloss Koldinghus, Schloss Sonderburg und Schloss Nyborg. Vermutlich arbeitete er auch an Schloss Gottorf und in Tondern, wofür jedoch keine Belege vorhanden sind. Dokumentiert ist lediglich 1542 der Bau einer Pulverkammer im Bäckerturm des Kopenhagener Schlosses und eines nahegelegenen Zeughauses.
Gemeinsam mit Jakob Binck gestaltete Bussart 1549/50 die Festungen von Krempe. 1547 leitete er die Handwerker an, die an Schloss Aalborghus tätig waren. Vilhelm Lorenzen kam daher zu dem Schluss, dass Bussart somit eigentlich der Bau des Schlosses zuzuschreiben sei.
Bussart schuf die Bauform des Herrenhauses der Renaissance. Zu den ersten Werken gehörten das Herrenhaus Hesselagergård (1538) und Rygaard, die beide im Besitz des dänischen Kanzlers Johan Friis waren. Gemäß Otto Norn gestaltete Jacob Binck die Rundbogengiebel von Hesselagergård. Bekannt ist außerdem die oktogonale Turmspitze des Doms zu Aarhus aus dem Jahr 1550.

## Grabdenkmäler
Neben Bauwerken für das dänische Königshaus arbeitete Bussart für den Adel. Dabei gestaltete er primär als Bildhauer größere Grabdenkmäler. Anhand seiner Arbeitsweise ist zu vermuten, dass er das Handwerk in Süddeutschland gelernt und danach anfangs für Claus Berg tätig war.
Bekannte Gräber Bussarts sind:
- Zwischen ungefähr 1541 und 1545: Gräber in Lund, darunter die Grabplatte Sparre im Dom zu Lund.[3]
- um 1522: ein Beischlagstein vom Kopenhagener Schloss mit Bild der Königin Elisabeth, heute im Dänischen Nationalmuseum.[4]
- Nach 1530: Gräber von Prälaten und Adligen in Antvorskow und Ringstedt.
- 1536: die Grabplatte des Bischofs Absalon von Lund in der Klosterkirche in Sorø.[5]
- Nach 1540: Gräber in Fyrendal, Sonderburg, um 1534/44 in Strövelstorp und Valløby.
- 1550: ein Denkmal für Moritz Oluffsen Krognos in Ringstedt.
- 1551: ein Denkmal für Bischof Stygge Krumpen in Mariager.